# Церковь Рождества Пресвятой Богородицы (Большинка)
Церковь Рождества Пресвятой Богородицы — православный храм в слободе Большинка Ростовской области; относится к Шахтинской и Миллеровской епархии, Тарасовское благочиние.

## История
Первым храмом, построенным в слободе Большинской, была деревянная церковь Рождества Христова, возведённая в 1789 году. После того, как она обветшала, в 1857 году была построена новая каменная церковь, закрытая в 1930-е годы. После Великой Отечественной войны в ней устроили колхозный склад, а в начале XXI века было принято решение о восстановлении храма. Его реставрация продолжается по настоящее время.
Для ведения богослужений в 2006 году в Большинке на основе выделенного властями старого здания был построен и освящён новый Христорождественской храм, который спустя некоторое время стал называться церковью Рождества Пресвятой Богородицы, поскольку она была освящена 21 сентября 2006 года — в день Рождества Пресвятой Богородицы.
Все работы по возведению церкви были выполнены на пожертвования — внешние и внутренние работы, включая роспись иконостаса, сооружение малой звонницы и благоустройство территории. Большую помощь оказало акционерное общество «Большинское», которое не только пожертвовало крупную денежную сумму, но и непосредственно участвовало в строительстве. Таким образом новый храм вырос напротив старого, находящегося в руинах.
Настоятель храма Рождества Пресвятой Богородицы — иерей Андрей Коршунов.